# Constitution sud-africaine de 1983
Lire en ligne

Lire sur le site du Gouvernement

Constitution sud-africaine de 1961 Constitution sud-africaine de 1993
La Constitution de 1983 est la troisième constitution d'Afrique du Sud. 
Inspiré du modèle consociationnel, elle remplaçait la Constitution républicaine de 1961. Elle fut adoptée par référendum auprès de l'électorat blanc d'Afrique du Sud, entra en vigueur le 3 septembre 1984. Elle établissait notamment un régime présidentiel et un parlement tricaméral dont les membres étaient élus séparément, pour chacune de leur chambre respective, par les Blancs, les Coloureds et les Indiens. 
Elle fut remplacée par la Constitution provisoire du 27 avril 1994, qui à son tour conduisit à la Constitution de l'Afrique du Sud, en vigueur depuis 1997.

## Histoire
En 1977, le Premier ministre John Vorster mandate Erika Theron pour diriger une commission chargée de proposer des réformes constitutionnelles. Dans ses attendus, la commission stipula que le système parlementaire de Westminster était obsolète, inadapté pour une société multiculturelle et plurielle comme la société sud-africaine, renforçait les conflits politiques et la domination culturel d'un groupe sur les autres, formant ainsi un obstacle à la bonne gouvernance du pays. La commission en appela au changement de système mais ne remit pas en question le principe des lois d'apartheid mises progressivement en place par le gouvernement sud-africain depuis 1948. 
Le 8 mai 1980, sous le gouvernement de Pieter Botha, successeur de Vorster une commission parlementaire chargée de proposer des réformes constitutionnelles suggéra la création d'un parlement tricaméral. Fondé sur la séparation raciale, les députés de la première de ces chambres, la Chambre d'assemblée sera alors composée de 178 membres dont 166 élus par l'électorat blanc, 4 nommés par le président de la République et 8 élus par les 166 autres membres du parlement sur une base proportionnelle. La deuxième chambre, nommée chambre des représentants, sera composée de 85 membres dont 80 élus pour 5 ans par l'électorat coloured, 2 nommés par le président de la République et 3 élus par les 80 autres membres de la chambre sur une base proportionnelle. Enfin, la troisième chambre, nommée chambre des délégués sera composée de 45 membres dont 40 élus par l'électorat indien, 2 nommés par le président de la République et 3 élus par les 40 autres membres de la chambre sur une base proportionnelle. La proposition maintenait ainsi une place prédominante à la chambre blanche alors que le Sénat était supprimé.
Les Noirs ne seront pas représentés étant entendu, qu'en vertu des lois d'apartheid, ces derniers sont des citoyens non d'Afrique du Sud mais de la dizaine de bantoustans autonomes ou indépendants disséminés sur le territoire. 
Parallèlement, le régime évoluerait vers un système présidentiel, accordant les pouvoirs du Premier ministre au président de la République, cumulant en une seule personne les fonctions de chef d'État et de gouvernement. 
Le parti conservateur s'opposa à ces réformes tout comme le parti progressiste fédéral, l'un considérant qu'elles minaient le système d'apartheid et l'autre parce qu'elles n'allaient pas assez loin et ignoraient les Noirs. La question de l'incorporation dans la constitution d'une déclaration des droits fut également évoquée mais finalement écartée notamment parce qu'elle aurait eu pour conséquence d'abolir la loi sur la sécurité interne de 1972 qui accordait à la police des pouvoirs de détention et de mise en garde à vue pour 90 jours reconductibles, hors de tout contrôle judiciaire. Le gouvernement ajouta qu'une telle déclaration était trop centrée sur l'individu et n'était pas possible pour un pays constitué de communautés distinctes comme celles vivant en Afrique du Sud, lui préférant des notions telles que l'autonomie des groupes raciaux. 
Le 2 novembre 1983, les électeurs furent convoqués à un référendum sur la constitution. Près de 70 % d'entre eux approuvèrent le projet de constitution. La loi n°110 formalisant ce projet de loi constitutionnelle entra en vigueur en 1984.  
En 1993, une constitution provisoire, comprenant une déclaration des droits et l'adoption du suffrage universel non racial, est adoptée. Elle est remplacée en 1997 par une constitution définitive comprenant une déclaration sur la protection des minorités culturelles et linguistiques. De la constitution de 1909 subsiste notamment le régime parlementaire (et ses deux chambres), les frontières géographiques du pays, le multilinguisme, l'ordre judiciaire et le principe des trois capitales. De la constitution de 1983 subsiste notamment les pouvoirs accordés au président de la République.

## Sources
- (en) Cet article est partiellement ou en totalité issu de l’article de Wikipédia en anglais intitulé « South African Constitution of 1983 » (voir la liste des auteurs).

## Compléments